# Congrégation de Port-Royal
L'Ordre de Port-Royal (en bref : RPB) est une congrégation vieille-catholique nordique (Nordisch-Katholische Kirche (de)) cistercienne. Il y a plusieurs bureaux en Allemagne, États-Unis, la Pologne, le Cameroun et en Haïti.
L'Ordre porte le nom du défunt monastère de Port-Royal des Champs en France. Tout en conservant les traditions spirituelles et théologiques de l'époque  (spiritualité cistercienne et la liturgie des heures, jansénisme, gallicanisme et conciliarisme), l'Ordre de Port-Royal entreprend aujourd'hui un renouveau de cette communauté monastique traditionnelle en prenant en compte les réalités du XXe et du XXIe siècle.

## Histoire

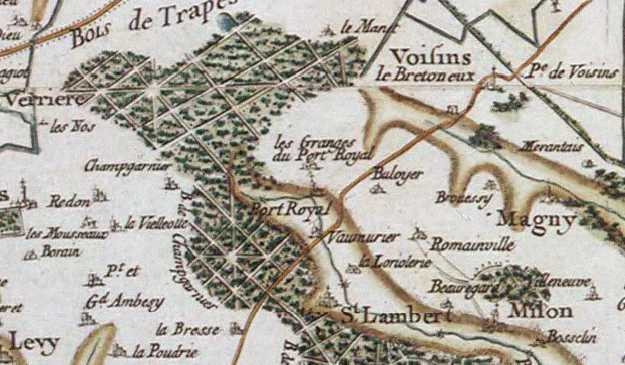
Le site de Port-Royal sur les cartes de Cassini.

L'ordre et l’abbaye de Port-Royal sont fondés en 1204 par Mathilde de Garlande. Apparentée aux familles royales de France et d’Angleterre, celle-ci décide de créer cette abbaye avec des fonds que son mari Mathieu de Marly, partant pour la quatrième croisade, a mis à sa disposition pour des œuvres pieuses.
Le monastère français de Port-Royal des Champs relevait de la branche féminine de l'ordre cistercien. Il devait devenir un lieu peu éloigné de l’abbaye des Vaux-de-Cernay, et son abbaye masculine. Au XVIIe siècle, Port-Royal est devenu le centre d'un mouvement spirituel indépendant qui sous l'influence du jansénisme, promeut intériorisation et modestie chrétienne porté exclusivement par la grâce de Dieu. Ce mouvement fait rapidement de nombreux adeptes en France et plus tard dans les Pays-Bas, surtout parmi les intellectuels. 
Les sœurs Angélique et Agnès Arnauld, vont y jouer un rôle majeur en servant temporairement comme abbesse. Après sa « révélation » de 1608, Angélique Arnauld entreprend doucement une réforme de son monastère. À la fin de l’année, elle fait nommer un nouveau directeur spirituel, le cistercien Claude de Kersaillou, qui engage la communauté à respecter les règles cisterciennes.
Le plus célèbre adepte du mouvement Port-Royal fut sans aucun doute, le mathématicien et philosophe Blaise Pascal qui vient faire deux courtes retraites aux Granges, en 1656. Il y commença l’écriture des Provinciales.

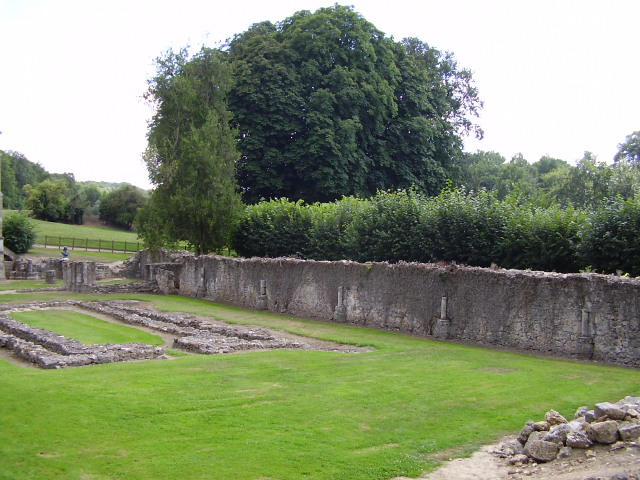
Les ruines de l’église de l’abbaye de Port-Royal dans leur état actuel

Les affrontements précédant Vatican I ont porté un coup fatal à la congrégation